# جامعة الأطلسي
جامعة الأطلسي (بالبرتغالية: Universidade Atlântica‏) هي جامعة خاصة تقع في بلدية أويرس، البرتغال (بالقرب من لشبونة).